# Parco Naturale Vedrette di Ries - Aurina
Parco Naturale Vedrette di Ries - Aurina este o arie protejată (arie specială de conservare — SAC, sit de importanță comunitară — SCI, arie de protecție specială avifaunistică — SPA) din Italia întinsă pe o suprafață de 31.330 ha, integral pe uscat.

## Localizare
Centrul sitului Parco Naturale Vedrette di Ries - Aurina este situat la coordonatele 46°56′20″N 12°04′39″E / 46.9389°N 12.0775°E.

## Înființare
Situl Parco Naturale Vedrette di Ries - Aurina a fost declarat sit de importanță comunitară în septembrie 1995 pentru a proteja 1 specie de plante și 19 specii de animale. Alte tipuri de protecție:
- arie de protecție specială avifaunistică (în august 2000)[2]
- arie specială de conservare (în noiembrie 2016)[1][3][4]

## Biodiversitate
Situată în ecoregiunea alpină, aria protejată conține 18 habitate naturale: Păduri alpine de Larix decidua și/sau Pinus cembra, Grohotișuri calcaroase și de șisturi calcaroase de la nivelul montan până la nivelul alpin (Thlaspietea rotundifolii), Ghețari permanenți, Pante stâncoase calcaroase cu vegetație casmofită, Fânețe de joasă altitudine (Alopecurus pratensis, Sanguisorba officinalis), Pajiști boreale și alpine pe substrat silicios, Formațiuni pioniere alpine de Caricion bicoloris-atrofuscae, Formațiuni ierboase bogate în specii de Nardus, dezvoltate pe substraturi silicioase în zone montane (și în zone submontane, în Europa continentală), Fânețe montane, Liziere de ierburi înalte hidrofile de câmpie și de nivel montan până la alpin, Lacuri eutrofice naturale cu vegetație de tip Magnopotamion sau Hydrocharition, Pante stâncoase silicioase cu vegetație casmofită, Râuri de munte și vegetația erbacee de pe malurile acestora, Pajiști alpine și boreale, Grohotișuri silicioase de la nivelul montan până la nivelul zăpezii (Androsacetalia alpinae și Galeopsietalia ladani), Pajiști alpine și subalpine calcaroase, Mlaștini turboase de tranziție și turbării mișcătoare, Păduri acidofile de Picea de la nivel montan la nivel alpin (Vaccinio-Piceetea).
La baza desemnării sitului se află mai multe specii protejate:
- plante (1): Hamatocaulis vernicosus
- păsări (15): minunița (Aegolius funereus), ciocârlie-de-câmp (Alauda arvensis), potârnichea de stâncă (Alectoris graeca saxatilis), acvilă de munte (Aquila chrysaetos), cocoșul de mesteacăn (Bonasa bonasia), porumbel gulerat (Columba palumbus), ciocănitoare neagră (Dryocopus martius), Eudromias morinellus, Lagopus muta helvetica, sfrâncioc roșiatic (Lanius collurio), viespar (Pernis apivorus), ciocănitoare de munte (Picoides tridactylus), ciocănitoare verzuie (Picus canus), sturz (Turdus pilaris), sturzul de vâsc (Turdus viscivorus)
- nevertebrate (2): fluturele auriu (Euphydryas aurinia), Vertigo geyeri
- pești (2): zglăvoacă (Cottus gobio), Salmo marmoratus

Pe lângă speciile protejate, pe teritoriul sitului au mai fost identificate 39 de specii de plante, 9 specii de păsări, 1 specie de amfibieni, 6 specii de mamifere, 2 specii de nevertebrate.